# Memories to Go – Vergeben… und vergessen!
Memories to Go – Vergeben... und vergessen! (Originaltitel: Diminished Capacity) ist eine US-amerikanische Filmkomödie aus dem Jahr 2008. Regie führte Terry Kinney, das Drehbuch schrieb Sherwood Kiraly anhand des eigenen gleichnamigen Romans.

## Handlung
Der in Chicago tätige Reporter Cooper leidet unter Gedächtnisverlust. Er kündigt die Arbeit und reist in seinen Heimatort. Dort trifft er seinen Onkel Rollie, der unter der Alzheimer-Krankheit leidet. Cooper, Rollie und Coopers High-School-Bekannte Charlotte bereiten den Verkauf einer historischen, wertvollen Eintrittskarte für ein Baseballspiel vor. Zu diesem Zweck reisen sie nach Chicago, wo eine Versammlung der Fans stattfindet.

## Kritiken
John Anderson schrieb in der Zeitschrift Variety vom 25. Januar 2008, die Komödie ähnele einer leicht genießbaren Sitcom und habe wenig Energie („low-energy“); die bekannten Darsteller könnten für ein beachtliches Einspielergebnis sorgen. Das Drehbuch sei emotional manipulativ.
Kirk Honeycutt schrieb in der Zeitschrift The Hollywood Reporter vom 23. Januar 2008, der Film sei eine Komödie über Gedächtnisverlust, die man gänzlich vergessen könne. Alda biete eine interessante Darstellung als geistig labiler Onkel, aber Broderick wirke, als ob er schlafwandeln würde.

## Hintergrund
Der Film wurde unter anderen in Chicago, in New York City und in New Jersey gedreht. Seine Weltpremiere fand am 21. Januar 2008 auf dem Sundance Film Festival statt. Am 4. Juli 2008 beginnt die breite Veröffentlichung in den Kinos der USA.